# Kelani Jordan
Lea Mitchell (Boynton Beach, 22 de outubro de 1998) é uma lutadora profissional americana que atualmente trabalha para a WWE, onde atua no NXT marca sob o nome de ringue Kelani Jordan, onde foi a inaugural campeã norte-americana do NXT.

## Carreira na luta livre profissional
Mitchell, sob o nome de ringue Kelani Jordan, fez sua estreia como protegida de Dana Brooke no NXT: Gold Rush. No entanto, o enredo foi abandonado quando Brooke foi demitida em 21 de setembro de 2023. No NXT No Mercy, Jordan lutou contra Blair Davenport no show inicial em uma derrota. No episódio de 28 de novembro de NXT, Jordan venceu Kiana James para avançar para o Iron Survivor Challenge no NXT Deadline mas não conseguiu vencer a luta. No NXT Stand & Deliver em 6 de abril de 2024, Jordan se juntou a Fallon Henley e Chase University de Thea Hail para derrotar Jacy Jayne, Kiana James e Izzi Dame em uma luta de tag team de seis mulheres. Também no NXT Stand & Deliver, a gerente geral do NXT Ava anunciou o recém-criado NXT Women's North American Championship, e Jordan se classificou como uma dos 12 melhores participantes da combinação preliminar para competir por uma vaga no ladder match de seis mulheres para coroar a campeã inaugural no NXT Battleground. No episódio de 28 de maio do NXT, Jordan derrotou Wren Sinclair para se qualificar para uma vaga no NXT Battleground.

## Vida pessoal
Antes de sua carreira no wrestling profissional, Mitchell é uma ex-ginasta universitária que competiu pela Michigan State University.
Mitchell está atualmente em um relacionamento com o colega lutador profissional Christian Brigham, que atualmente compete na WWE no SmackDown sob o nome de Carmelo Hayes.
Mitchell nasceu na Geórgia e depois mudou-se para Boynton Beach, Flórida ainda jovem. Sua mãe tem ascendência branca, enquanto seu pai tem ascendência afro-americana.

## Títulos e prêmios
- WWE
  - Campeonato Norte-Americano do NXT (1 vez, inaugural)